# Диатессарон
Диатесса́рон (др.-греч. διὰ τεσσάρων, дословно: «через четыре», сир. ܐܘܢܓܠܝܘܢ ܕܡܚܠܛܐ, Ewangeliyôn Damhalltê — «Евангелия смешанных [чтений]») — название евангельской гармонии, составленной в последней трети II века Татианом, по-видимому, в Риме. Представлял собой единое повествование об Иисусе Христе, составленное на основе хронологической канвы Евангелия от Иоанна, с добавлением материала синоптических Евангелий и, вероятно, апокрифов («Евангелие Евреев»), исключая при этом повторы и согласуя параллельные места. Диатессарон получил значительное распространение по всему христианскому миру; до V века он был стандартным текстом Сирийской церкви и использовался ещё несколько веков спустя. Предположительно, первые переводы Евангелия на сирийский, латинский и армянский языки были сделаны именно с Диатессарона; в Европе евангельские гармонии создавались и переписывались вплоть до начала XV века. Однако, в силу ряда причин, оригинальный текст Диатессарона не сохранился, единственный краткий фрагмент (14 строк греческого текста) III века обнаружен при раскопках 1933 года в Дура-Европос. Свидетельства Диатессарона лучше всего сохранились на Востоке (арабский, армянский и персидский переводы с сирийского языка), западная латинская традиция, предположительно, также сохранила некоторые Татиановские чтения.
Диатессарон — одно из наиболее важных свидетельств бытования текстов Нового Завета во II веке; его текст сохраняет следы раннехристианской традиции, отвергнутой при формировании евангельского канона. Реконструкция текста чрезвычайно затруднена, ведутся дискуссии относительно изначального языка составления гармонии (древнегреческий или сирийский) и богословских особенностей текста. Издания армянского, арабского и латинского текста гармонии выходили с XIX века, в 1967 году опубликована реконструкция предполагаемого сирийского текста.

## История
Сирия — родина церковного христианства, именно в Антиохии Сирийской последователи Иисуса Христа впервые были названы христианами (Деян. 11:26). Христианство распространялось в этом регионе на греческом языке, примечательно, что уже во II веке была предпринята попытка создать единый текст из четырёх Евангелий. Гармонию Четвероевангелия создал тогдашний епископ Сирийский Феофил, об этом упоминает Иероним Стридонский (Epist. CXXI. 6, 15), но более о ней ничего не известно. Сирийская церковь имела два основных центра — Арбелу и Эдессу — и очень быстро стала заботиться о проповеди сироязычному населению. Общепризнано, что ко второй половине II века практические нужды церкви привели к переводу Евангелия на сирийский язык; предметом дискуссий является форма этого перевода — гармония или четыре Евангелия по отдельности.
О личности Татиана известно немногое, поскольку только одно его сочинение — «Против эллинов» — сохранилось в полном объёме. Из него, в частности, следует, что Татиан родился в семье язычников в Ассирии (глава 42) во втором десятилетии II века и получил классическое греческое образование. Прибыв в Рим, он познакомился там с Иустином Мучеником и под его влиянием принял крещение. Диатессарон, по-видимому, был написан именно в Риме и представляет собой не просто перевод, а первое самостоятельное произведение сирийской патристики.
Необходимость создания евангельской гармонии обосновывалась ранними богословами Сирии и Египта для удобства новообращённых, чтобы не смущать их четырьмя разными повествованиями, иногда противоречащими друг другу. Попытку создания евангельской гармонии, помимо Феофила Антиохийского и Татиана, предпринял Аммоний Александрийский, причём его текст также носил название «Диатессарон». Евсевий Кесарийский, повествуя об этом, не сообщал подробностей; никаких следов текста Аммония не сохранилось
О методах работы Татиана с евангельским текстом можно только строить предположения. За основу своего труда он взял Евангелие от Иоанна, не следуя ему, впрочем, дословно. Вероятно, он располагал отдельными рукописями всех Евангелий, сводил воедино предложения из разных текстов, вычёркивая эти фразы в использованных рукописях. По словам Б. Мецгера: «Иначе трудно понять, как ему столь успешно удалось соединить фразы из четырёх разных рукописей в замечательное единое целое, истинный образец тонкого филигранного мастерства».
Приблизительно к 172 году Татиан вернулся на Восток, основав там крайне аскетическую секту энкратитов. Тогда же началось распространение Диатессарона, особенно влиятельным этот текст стал в Эдессе. В дальнейшем его цитировал Афраат, а Ефрем Сирин написал комментарий. Однако к V веку, поскольку Татиан был осуждён церковью как еретик, началось движение против Диатессарона. Епископ Раббула издал повеление читать в церквах четыре Евангелия, а не Татианову гармонию. Феодорит Кирский, став епископом в 423 году, выявил в своей епархии около 200 экземпляров Диатессарона, которые изъял из обращения.
Диатессарон очень рано был переведён на армянский язык; его влияние прослеживается в трудах Агафангела и Езника, а также некоторых других писателей. В то же время отсутствуют свидетельства, что гармонию официально одобрил Месроп Маштоц или Саак, поэтому в армянской традиции восторжествовали переводы отделённых друг от друга Евангелий.
На Западе Диатессарон, по-видимому, стал самой ранней формой распространения Евангелия. К гармонии, выполненной на основе Вульгаты по схеме Татиана, восходит Фульдский кодекс — один из важнейших документов латинской Библии. В IX—XV веках евангельские гармонии распространились в германских землях, причём выполнялись переводы с латинского языка на самые разные германские диалекты — восточнофранкские, староголландские (фламандские), средневерхненемецкие; они могли сохранять изначальные Татиановы чтения. В «Латинской патрологии» Миня (T. CLXXVI) опубликован латинский комментарий на евангельскую гармонию, выполненный в XII веке Захарией Безансонским.

## Текстуальные свидетельства
Евсевий Кесарийский писал в своей «Церковной истории»:

…Татиан составил — не знаю как — свод из четырёх Евангелий, назвав его «Евангелием от четырёх»; оно и посейчас кое у кого имеется. Говорят, он осмеливался излагать мысли апостола в других словах под предлогом исправления стиля.— Hist. eccl. IV, 29 (6)

### Восточная традиция
Кроме единственного пергаментного фрагмента с греческим текстом, все текстуальные свидетельства Диатессарона являются вторичными и третичными. Библеисты-текстологи условно делят их по географическому принципу на восточные и западные. Первостепенным источником по восточной традиции является комментарий на Диатессарон Ефрема Сирина, но в намерения автора не входило подробное цитирование и комментирование каждой фразы гармонии Татиана. Полный текст этого комментария сохранился в армянском переводе, две самые старые рукописи датированы 1195 годом, причём они отражают два разных армянских перевода Библии. В 1963 году Честер Битти приобрёл для своей библиотеки сирийскую рукопись, 65 листов которой включали примерно три пятых комментария Ефрема Сирина на языке оригинала. Издатель и исследователь этого текста Лелуан датировал его V—VI веками. Сравнение оригинала с переводами показывает, что армянская версия была сделана с другого варианта комментария, поэтому для реконструкции оригинала обе версии равноценны.
Арабский перевод Диатессарона сохранился в пяти более или менее полных рукописях. Две из них хранятся в Ватиканской библиотеке, П. Кале датировал их промежутком XIII—XVI веков. Рукопись Vatican Borg arab. 250 была преподнесена Халимом Дос Гали в 1896 году Музею Борджа Коллегии пропаганды веры. Более ранняя рукопись была привезена И. Ассемани в 1719 году. На основе этих двух рукописей в 1888 году Агостино Чиаска опубликовал арабский Диатессарон на языке оригинала и в латинском переводе. В 1896 и 1926 годах были опубликованы английский и немецкий переводы арабской гармонии. П. Кале, исследовавший происхождение и соотношение арабской версии Диатессарона, сделал вывод, что Чиаски не понял, что имеет дело с двумя разными версиями арабского перевода, и ошибочно смешал их в своём переводе. На основе арабских свидетельств невозможно реконструировать оригинал Татиана, поскольку, предположительно, арабская версия была переведена с сирийской рукописи, полностью адаптированной к Пешитте.
Самой поздней по происхождению является персидская версия гармонии. Рукопись, хранящуюся в Библиотеке Лауренциане, описал ещё в 1742 году И. Ассемани; однако полное научное издание было предпринято Джузеппе Мессина в 1943—1953 годах. В колофоне персидская рукопись датирована 1547 годом, переписал её яковитский священник Ибрагим бен Шаммас Абдулла на территории Ирака. Это был список с манускрипта XIII века, предположительно переведённого на персидский язык с сирийского оригинала. Сравнение с арабским Диатессароном и Фульдским кодексом, однако, привело исследователей к выводу, что хотя персидская версия почти не соотносится с другими свидетельствами, видимо, она сохранила множество чтений, восходящих к Татиану. Выяснилось также, что много сходных мест с персидским Диатессароном обнаруживается в Оксфордской рукописи, с которой был напечатан персидский текст в Лондонской Полиглотте.
Помимо перечисленного, множество чтений Диатессарона сохранилось в цитировании ранних сирийских и армянских авторов. Также обнаружены цитаты из Татиановой гармонии в манихейском тексте «Кефалайа» и во фрагментах согдийского евангельского лекционария (49 фрагментов из 23 листов). Текст параллельный — строка на сирийском языке, строка на согдийском.

### Западная традиция
Главное латинское свидетельство о композиции Диатессарона — Фульдский кодекс, переписанный в Капуе между 541 и 546 годами по заказу епископа Виктора, который сам датировал текст и написал предисловие. Из этого предисловия следует, что в его руках была гармония Татиана в старолатинской версии, основываясь на которой и было построено единое евангельское повествование, но уже из текста Вульгаты, сохранившего, впрочем, более 600 старолатинских чтений. Помимо Фульдского кодекса, сохранились ещё две рукописи в Мюнстере, которые содержат евангельскую гармонию с предшествовавшими Вульгате чтениями. По Х. Фогельсу, латинский перевод Диатессарона был самой ранней формой бытования и распространения Евангелия на латиноязычном Западе.
Со второй половины IX века в германских землях было переписано большое число евангельских гармоний, на самых разных диалектах, включая латино-франкскую, текст которой явно демонстрирует связь с Фульдским кодексом. Во фламандских землях сохранилось 9 рукописей гармоний на различных диалектах, они свидетельствуют, что в Европе XI—XIV веков оживился интерес к переписыванию и комментированию евангельских гармоний на живых средневековых языках и диалектах. Помимо германских, сохранились две итальянские гармонии на Евангелия XIII—XIV веков, одна из которых — тосканская — представлена 24 рукописями; Диатессарон на венецианском диалекте сохранился только в одной рукописи. Эти версии были изданы в Ватикане в 1938 году. Венецианская гармония, по мнению её издателя — Альберто Ваккари, сохранила больше древних форм текста, чем тосканская. По мнению Курта Питерса (1942), отдельные чтения венецианской гармонии обнаруживают параллели с цитатами из Афраата.
В Колледже Марии Магдалины Кембриджского университета сохранилась среднеанглийская гармония в рукописи примерно 1400 года. В ней встречаются отдельные французские слова и выражения, что указывает на перевод с континентальной гармонии, следы её существования доказываются цитированием в переводе Гюйяра де Мулена XIII века — так называемой «Исторической Библии».

### Археологическая находка текста «Диатессарона»
В 1933 году при раскопках городского вала Дура-Европос профессором Йельского университета К. Хопкинсом был случайно найден обрывок пергамента площадью около 4 квадратных дюймов (26 см²), на одной стороне которого содержалось 15 строк более или менее сохранившегося греческого текста, 14 из них поддавались прочтению. Он был довольно быстро идентифицирован как фрагмент именно Диатессарона и точно датирован: вал был сооружён в 254 году, город пал под натиском персов в 256—257 годах; следовательно, фрагмент из Дура-Европос отстоял от оригинальной версии Татиана не более чем на 80 лет. Фрагмент был отождествлён и издан Карлом Крелингом в 1935 году и переиздан в трудах археологической экспедиции, вышедших в 1959 году. Крелинг считал, что пергаментный свиток, остатком которого являлся найденный фрагмент, использовался при богослужениях и был переписан примерно ко времени сооружения в Дура-Европосе церкви, то есть между 225—235 годами; идентификация и датировка была единодушно принята учёным миром.
Левая сторона фрагмента повреждена, утрачено по 6—7 букв в каждой строке. Большая часть содержания, однако, реконструировалась с большой уверенностью: это был фрагмент, в котором Иосиф Аримафейский ходатайствовал о выдаче тела распятого Христа. Оказалось, что это было гармоническое соединение следующих библейских текстов: Мф. 27:56-58, Мк. 15:40-42, Лк. 23:49-51, Ин. 19:38. Наиболее примечательной особенностью этого текста является фраза в самом начале фрагмента о «женах тех, что следовали за Иисусом» из Галилеи, соответствий которой нет ни в одной греческой рукописи, но они имеются в палестино-сирийском лекционарии и старолатинском тексте Кольбертинского кодекса.

## Проблема Диатессарона
Находка Диатессарона означала существенный прорыв в вопросе об Евангелии от Иоанна, которое ряд гиперкритически настроенных филологов XIX века отказывался связывать с апостольской традицией, доказывая его позднее происхождение. Гармония Татиана, составленная в 170-е годы, доказала, что четыре Евангелия уже в тот период были широко распространены, признавались единственно каноническими и составляющими нераздельное целое, что полностью опровергало положения авторитетной тогда Тюбингенской школы.
Научное исследование Диатессарона началось с мхитаристского издания комментария св. Ефрема в 1836 году. Поскольку армянский язык был неизвестен большинству европейских исследователей того времени, в 1870-е годы разгорелась дискуссия, инициированная гиперкритически настроенным анонимом. В трактате 1874 года Supernatural Religion: an Inquiry into a Reality of Divine Revelation выражалось недоверие к высказываниям Отцов Церкви о Диатессароне. Это привело к курьёзу: в своём ответе 1877 года Дж. Лайтфут не смог привести ни одного неопровержимого доказательства существования Диатессарона, хотя в его собственной библиотеке был экземпляр мхитаристского издания комментария св. Ефрема. Только в 1876 году Аухер под эгидой мхитаристов опубликовал латинский перевод армянского текста, но впервые он был использован Эзрой Абботом в работе об авторстве четвёртого Евангелия, вышедшей в Бостоне в 1880 году. С тех пор начались работы по реконструкции изначального текста Диатессарона, выявившие массу трудно- или вовсе нерешаемых проблем.
Главной из проблем является та, что арабская гармония и Фульдский кодекс повторяют Диатессарон только по структуре, но не по форме текста. Виктор Капуанский приспособил старолатинскую форму текста подлинника к общепризнанной к тому времени Вульгате. Примерно то же касается арабского перевода: сирийский текст, положенный в его основу, тождественен Пешитте, которая заменила старосирийский текст гармонии Татиана. Подлинные Татиановы чтения, дошедшие через старосирийский или старолатинский тексты, сохранились в цитировании армянских, сирийских, манихейских и согдийских авторов, в которых последовательность текста не имеет с Диатессароном ничего общего.
По свидетельствам св. Ефрема Сирина и Дионисия бар Салиби, Татиан начинал свою гармонию со стиха Ин. 1:1. Этому противоречит содержание арабской и персидской гармоний, которые начинаются со стихов Евангелия от Марка, а также Фульдский кодекс, начинающийся с Лк. 1:1. Однако дальнейшее исследование вводных примечаний арабской версии привело к выводу, что изначальный текст арабского перевода начинался именно со стиха Евангелия от Иоанна. Из этого следует, что версия арабского перевода и Фульдского кодекса — сознательная работа переписчиков.
Игнасио Ортис де Урбина в 1959 году выяснил, что если выписать цитаты комментария св. Ефрема в таблицу с графами отдельно для каждого Евангелия, то они демонстрируют отсутствие всякого порядка. При реконструкции самого Диатессарона выясняется, что Татиан группировал фразы четырёх Евангелий по общности контекста: эпизода, притчи, диалога или проповеди. Согласно Ортису де Урбина, Татиан хотел создать текст, одинаково подходящий для литургических нужд и катехизического наставления верующих.
В предисловии к Фульдскому кодексу Виктор Капуанский по неизвестной причине называл Диатессарон diapente:

Татиан, образованнейший муж и оратор того славного времени, составил единое Евангелие из четырёх, которому дал название diapente.— Пер. С. Бабкиной
Впервые объяснение предложил ещё в конце XVI века Исаак Казобон, предположив, что это понятие следует понимать как технический термин античного музыковедения, обозначающий три интервала квинты. Виктор использовал его метафорически, для адекватного описания творения Татиана. Эти же аргументы подробно рассмотрел Франко Больджани в монографии 1962 года. Тем не менее, дискуссия по этому вопросу не закрыта, причём мнения прямо противоположны. По Т. Цан — это описка не слишком аккуратного епископа Капуанского (он поставил кляксу, расписываясь под своим предисловием). Однако некоторые исследователи (Гуго Гроций, Бауштарк, Петерс, Куиспел) полагали, что это косвенное указание на пятый источник Татиана — «Евангелие Евреев» или «Протоевангелие Иакова».
После открытия коптского «Евангелия от Фомы», возникла дискуссия о связи этого апокрифа с текстом Диатессарона. Проведённый независимым голландским учёным Т. Баардой анализ показал, что «Евангелие от Фомы» имеет более 60 совпадений с арабским переводом, более 50 совпадений с голландской Льежской гармонией и персидским переводом, 30 совпадений со староитальянскими гармониями и 20 совпадений с комментарием св. Ефрема.
Картотека, составленная Баумштарком по Татиану, расставленная по порядку следования стихов Писания, хранится в Бойронском институте Vetus Latina. По свидетельству Б. Мецгера, уже к концу 1970-х годов текст на карточках, переписанный большей частью карандашом, расплылся и читать его стало чрезвычайно трудно.

## Язык Диатессарона
Один из наиболее дискутируемых вопросов — на каком языке был первоначально написан Диатессарон и где именно это произошло. Ещё до открытия фрагмента из Дура-Европос ряд исследователей (Герман фон Зоден, Адольф Юлихер, М.-Ж. Лагранж и другие) предположили, что изначально гармония была составлена на греческом языке и только затем переведена на сирийский. К. Крелинг в 1935 году и К. Лейк в 1941 году категорически заявили, что Татиан написал Диатессарон на греческом языке и что нам неизвестно, кем гармония была переведена на сирийский; судя же по комментарию св. Ефрема, арабская версия не позволяет воссоздать оригинальный текст. С другой стороны, Теодор Цан ещё в 1888 году предположил, что Татиан писал на родном языке, с ним соглашался П. Кале. Баумштарк в изданной в 1922 году «Истории сирийской литературы» ещё придерживался теории о составлении Диатессарона на греческом языке, но уже к 1930 году пришёл к выводу, что гармония была написана в Риме на сирийском языке для нужд некой сирийской общины. Влияние сирийцев в Риме было вообще велико, даже Папа Аникет, в чей понтификат находился в Риме Татиан, был сирийцем из Эмесы. Тем не менее, данная версия порождает ряд дополнительных вопросов; например, работал ли Татиан по четырём старосирийским Евангелиям или же он переводил на сирийский по греческим текстам с целью донести Евангелие до сироязычной церкви. Ф. Бёркитт в 1930-е годы выдвинул более сложную теорию: в Риме неизвестным автором была составлена латинская гармония, чей экземпляр попал в руки Татиану, он её усовершенствовал, перевёл на греческий язык, а после отъезда на родину перевёл на сирийский язык. В настоящее время теория Бёркитта не рассматривается исследователями.
По Б. Мецгеру, в пользу греческого оригинала Диатессарона говорит ряд аргументов:
1. текст гармонии был известен под греческим названием даже на сирийском языке[35];
2. Евсевий Кесарийский (Hist. eccl. IV, 29, 6) не упоминал, что Диатессарон был написан на сирийском языке;
3. большое влияние, которое оказал Диатессарон на западный текст Евангелий.

В пользу сирийского оригинала Б. Мецгер приводил следующие аргументы:
1. западные Отцы Церкви (Ириней Лионский, Тертуллиан, Климент Александрийский, Ориген, Иероним Стридонский), зная Татиана и его речь против эллинов, ни словом не упоминают о Диатессароне;
2. широкое распространение Диатессарона в Сирии;
3. версии Диатессарона, распространённые на Востоке и на Западе, имеют в своей основе именно сирийский текст.

Найденный в Дура-Европос фрагмент так и не помог разрешить дискуссию: Бёркитт подчёркивал расхождения между греческим текстом и старосирийской версией Евангелия, Баумштарк полагал, что сирийское влияние в языке отрывка всё-таки прослеживается (необычное написание слова «Аримафея», явно имеющее в основе сирийскую огласовку, в которой перепутаны буквы оригинала).

## Диатессарон и богословские воззрения Татиана
Важной областью исследований по Диатессарону является анализ содержания гармонии в свете богословских воззрений её автора. Основные вопросы здесь таковы: был ли Татиан еретиком с самого начала, какой ереси следовал и насколько еретические тенденции проявляются в его Диатессароне.
Согласно М. Заппала и Роберту Дж. Гранту, Татиан был первоначально гностиком-валентинианином. По мнению М. Эльце (1960), Татиан, желая достичь истины во всей её полноте, и предпринял соединение четырёх Евангелий в одно. Ряд авторов, работавших в 1960—1970-х годах (Вёбус, Барнард, Э. Джонсон), характеризовали Татиана как радикального христианина-эклектика, которого с самого начала привлекала аскетическая жизненная позиция. Начальные слова «Стромат» Климента Александрийского обычно трактуются как то, что Татиан мог быть его учителем, то есть побывал в Александрии или в Греции. Вернувшись в Месопотамию, он вышел из Церкви и основал собственную секту энкратитов, о чём свидетельствуют Ириней Лионский и Ориген. В «Самаритянской хронике» Диатессарон определяется как евангельская книга энкратитов. Последователи Татиана отвергали любую форму брака как греховную, воздерживались от употребления мяса и вина в любом виде, включая евхаристию.
Об энкратических тенденциях в тексте Диатессарона существуют следующие свидетельства:
1. В тексте Мф. 1:19 Татиан избегает упоминаний об Иосифе как муже Марии, опуская определённый артикль и притяжательное местоимение. Фраза приобретает значение «Иосиф, будучи человеком праведным». Свидетельство сохранилось у св. Ефрема, в персидской и венецианской гармониях.
2. Срок супружества Анны-пророчицы (Лк. 2:36) сокращён с семи лет до семи дней, хотя Адельберт Меркс (1905) доказывал, что это и есть подлинный текст. Ефрем Сирин в одном из своих гимнов цитирует текст Луки в том же виде; «семь дней» упомянуты и в Синайской старосирийской рукописи Евангелия. В персидской гармонии брак Анны подан как замужество с соблюдением целибата; в Штутгартской гармонии стоит «в девстве своём» вместо «от девства».
3. В средневековых гармониях, включая Льежскую, утверждение Мф. 19:5 приписано не Богу, но Адаму. Это совершенно меняет значение брака: Богом супружество предусматривалось как духовный союз мужа и жены; плотские сношения — изобретение Адама.
4. В персидском переводе вместо Ин. 15:1 «Я есмь истинная виноградная лоза» стоит «Я — древо плода истины» (у Афраата «Он — виноградник истины»).
5. Нападки на Иисуса (Мф. 11:19) и брак в Кане Галилейской (Ин. 2:10), в контексте которых упоминается вино, либо опущены, либо отредактированы.
6. В сцене распятия (Мф. 27:34), когда Иисусу поднесли вино, смешанное с желчью, в Диатессароне упоминаются уксус и желчь.

Менее изучены апокрифические вставки в Диатессароне. По-видимому, в истории Крещения Христова Татиан дополнил евангельский рассказ нисхождением на Иордан великого света или огня. Святой Ефрем в своём комментарии указывал, что этот эпизод впервые упомянул Иустин Мученик, содержался он и в «Евангелии Евреев». Этот фрагмент сохранился в среднеанглийской гармонии 1400 года и в двух старолатинских рукописях, включая Верчелльский кодекс. Однако объём внеканонического материала, который содержался в Диатессароне, не подтверждает гипотезу Дж. Мессина об использовании Татианом неизвестного пятого Евангелия.

## Комментарии
1. ↑  Термин «диатессарон» заимствован из античной музыки, в которой обозначал чистую кварту, то есть последовательность четырёх гармонических тонов. Это точное выражение задачи Татиана — создания единого повествования из четырёх евангельских текстов[1].
2. ↑  То есть «через пять» (др.-греч. διὰ πέντε), вместо оригинального «через четыре».